# Jack Johnson (bokser)

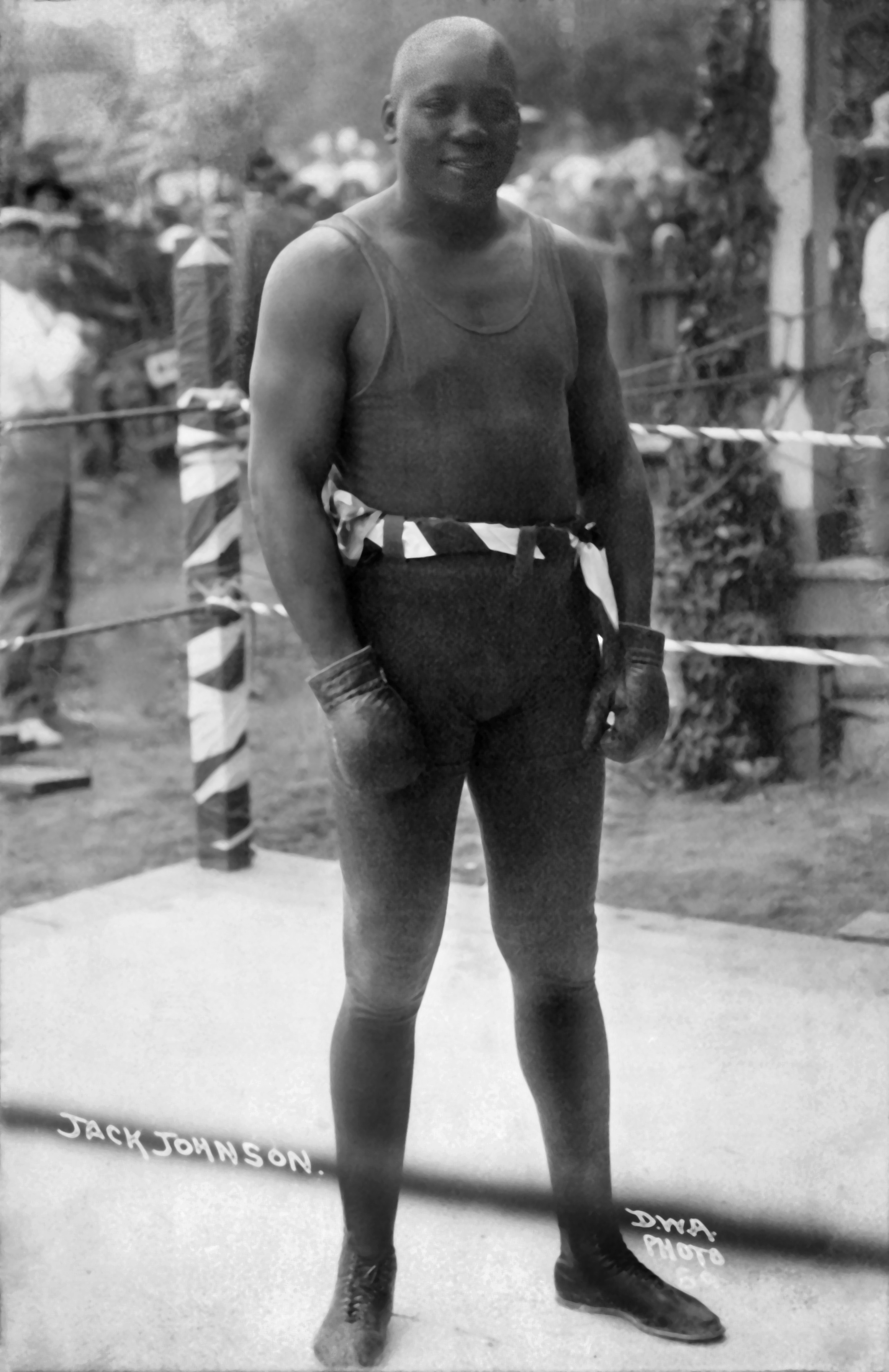
Jack Johnson

Jack Johnson (Galveston (Texas), 31 maart 1878 – Raleigh (North Carolina), 10 juni 1946), echte naam John Arthur Johnson, was een Amerikaans bokser met als bijnaam Galveston Giant. Hij werd in 1908 de eerste zwarte wereldkampioen boksen in het zwaargewicht en behield deze titel tot 1915.

## Biografie
In het begin van Johnsons professionele carrière weigerden bekende blanke boksers zoals John L. Sullivan en Jim Jeffries tegen hem te vechten, omdat dat de reputatie van de sport niet goed zou doen. Johnson vergaarde echter internationale faam en vocht in 1908 in Sydney tegen de toenmalige Canadese wereldkampioen Tommy Burns. Johnson won, wat voor veel rassenspanningen in de Verenigde Staten zorgde.
In 1910 wilde de reeds met boksen gestopte voormalig wereldkampioen Jim Jeffries alsnog tegen Johnson vechten, aangemoedigd door fans die weer een blanke wereldkampioen wilden en geafficheerd als The Great White Hope. Johnson won ook dit gevecht, door een knock-out in de 15e ronde.
Johnson verloor zijn titel in 1915, in een gevecht tegen Jess Willard in Havana. Toen hij, na het einde van zijn bokscarrière, terugkeerde naar de VS ging hij een jaar naar de gevangenis, omdat hij in 1912 veroordeeld was voor het overtreden van de Mann Act: hij had zijn vrouw vóór hun huwelijk vervoerd over de staatsgrenzen. Op 24 mei 2018 werd Johnson postuum gratie verleend door president Donald Trump.
Later werkte hij als zakenman en schrijver. In 1990 werd Johnson toegevoegd aan de internationale boks-Hall of Fame.
Hij trouwde driemaal, alle keren met een blanke vrouw. Hij had een flamboyante levensstijl, wat zich uitte in onder meer een eigen nachtclub in Chicago en verschillende sportwagens.
In 1946 overleed Johnson bij een auto-ongeluk.

## Cultuur over Johnson
William Waring Cuney schreef het gedicht My Lord, What a Morning naar aanleiding van Johnsons overwinning op Burns. Het theaterstuk The Great White Hope (1968, Howard Sackler) en de afgeleide film met dezelfde titel (1970, met James Earl Jones) zijn gebaseerd op Johnsons leven. Miles Davis droeg zijn album uit 1971, A Tribute to Jack Johnson, op aan de bokser. De punkband This Bike is a Pipe Bomb heeft een lied over hem met zijn naam als titel en verschillende hiphopartiesten refereren aan hem in hun teksten.